# نیلتون
نیلتون (انگلیسی: Neilton؛ زادهٔ ۱۷ فوریهٔ ۱۹۹۴) بازیکن فوتبال اهل برزیل است.
از باشگاه‌هایی که در آن بازی کرده‌است می‌توان به باشگاه فوتبال سانتوس، باشگاه ورزشی کروزیرو، باشگاه فوتبال بوتافوگو، و باشگاه فوتبال سائو پائولو اشاره کرد.

## باشگاه ها

### سانتوس
نیلتون در سال 2008 در سن 14 سالگی به تیم جوانان سانتوس پیوست .
او به همراه گیوا بهترین گلزن باشگاه در کوپا سائوپائولو د جونیور 2013 بود.در طول بازی های خود در این باشگاه یکی از هدف های احتمالی باشگاه چلسی بود.
در 20 مارس، نیلتون به تیم اصلی صعود کرد و "نیمار جدید" نام گرفت.
او اولین بازی خود را برای تیم اصلی در روز بعد، در برابر میراسول انجام داد.
در 5 ژوئن، نیلتون اولین گل حرفه ای خود را در شکست 1-3 مقابل کریسیوما به ثمر رساند. در 13 ژوئیه، او دو بار در یک بازی خانگی 4-1 مقابل پرتغال گلزنی کرد .

### کروزیرو
در 5 ژوئن 2014 نیلتون قراردادی چهار ساله با  باشگاه ورزشی کروزیرو امضا کرد .
در 25 ژوئیه سال بعد، به دلیل اینکه به ندرت مورد استفاده قرار میگرفت، تا پایان سال به بوتافوگو قرض داده شد.
در 16 دسامبر 2015، قرارداد نیلتون برای یک سال دیگر تمدید شد.

### سائوپائولو
در 22 دسامبر 2016،  باشگاه فوتبال سائوپائولو  به مدت یک سال با نیلتون قرارداد امضا کرد.
در 13 می 2017، به دلیل عملکرد ضعیف، نیلتون توسط باشگاه اخراج شد .